# Little Havana
Little Havana (La Pequeña Habana in lingua spagnola) è un quartiere residenziale di Miami, nella Contea di Miami-Dade della Florida, negli Stati Uniti d'America.
L'area della zona è di 8,42 km2 e la popolazione nel 2010 di 76.163 abitanti.

Residenza di molti immigranti cubani, come di molti altri ispanici, Little Havana prende il nome da L'Avana, la capitale e città principale di Cuba.

## Geografia
I confini esatti del quartiere sono controversi, ma generalmente si considera confinato da:

- ovest: Douglas Road/West 37th Avenue;
- est: Interstate 95 nei pressi di Calle Ocho (SW 8th Street) tra la SW 11th e la 4th Streets, mentre dalla NW South River Drive proseguendo verso nord;
- nord: riva meridionale del Miami River fino alla diramazione sud della Dolphin Expressway (SR 836), nei pressi della NW 11th Street;
- sud: SW 11th Street dalla I-95 ad est fino alla SW 12th Avenue, proseguendo con la SW 8th Street fino alla SW 15th Avenue, quindi con la SW 9th Street fino alla West 37th Avenue

Il quartiere ospita il South River Drive Historic District è un distretto storico degli Stati Uniti istituito il 10 agosto 1987, situato nella parte orientale del quartiere lungo il Miami River, appena ad ovest di Downtown Miami. Il distretto include nove edifici storici tra 428 e 438 Southwest 1st Street, 437 Southwest 2nd Street, 104, 109 e 118 Southwest South River Drive, costruiti tra il 1908 e gli anni 1940 e designati come distretto storico nel 1987. Sei di questi edifici furono completati prima del 1915. Questi edifici, che rappresentano gli esempi più antichi di architettura locale in legno, erano presumibilmente destinati ad immigrati e turisti nel periodi iniziale di sviluppo della città.

## Storia
Il nome "Little Havana" si diffuse negli anni 1960 quando la concentrazione di cubani nell'area crebbe rapidamente. Little Havana è il nome dato a una zona immediatamente ad ovest di Downtown Miami(Centro di Miami). Il nome si estese successivamente ai quartieri di Shenandoah e Riverside a seguito della diffusione anche qui di rifugiati cubani. Little Havana è considerata la capitale culturale e politica dei cubani americani ed il quartiere è il centro della comunità di esiliati cubani.
Secondo i dati del 2011, Little Havana ha la più alta concentrazione di ispanici di Miami (98%). Tra la popolazione ispanica, i cubani sono diminuiti considerevolmente dall'84% del 1979 al 58% del 1989, ma alla fine degli anni 1990 si è avuto un afflusso di ispanici da altre nazioni, principalmente Nicaragua, Honduras e altri paesi centroamericani.

## Monumenti e luoghi d'interesse

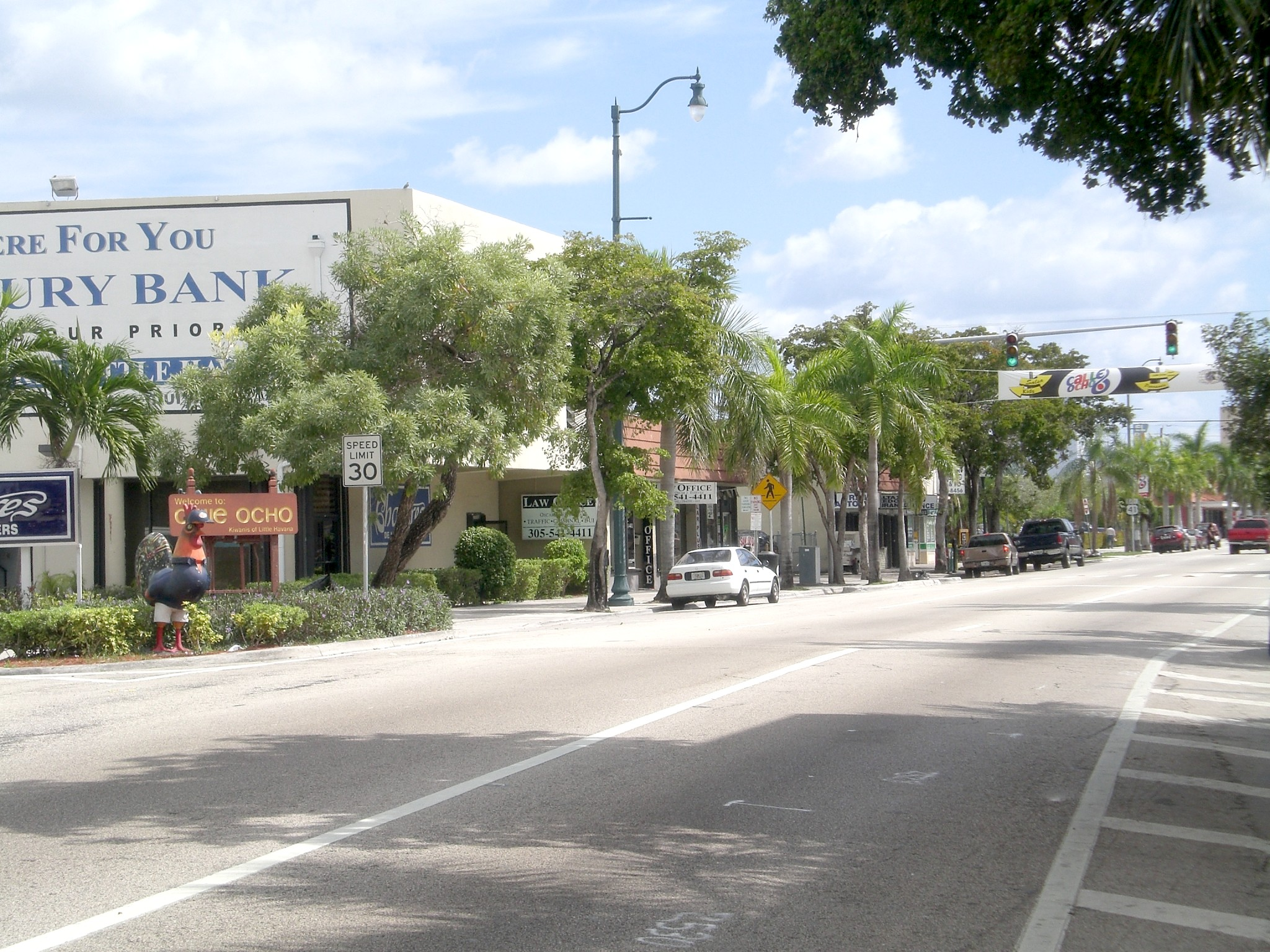
Inizio di Calle Ocho (SW 8th St) ad est di SW 27th Avenue, dove 8th Street inizia ad essere a senso unico verso est.

### Architetture religiose
- St. John Bosco Catholic Church

### Architetture civili
Calle Ocho (SW 8th Street/Tamiami Trail) è il principale punto di riferimento del quartiere, con la sua Walk of Fame, iniziata il 2 marzo 1989, quando Gloria Estefan ed i Miami Sound Machine ricevettero la prima stella della Latin Star Walk, seguiti da altri del livello di Celia Cruz e Willy Chirino.
Altri luoghi d'interesse sono:
- Cuban Memorial Boulevard (SW 13th Avenue)
- Versailles Restaurant (punto di ritrovo degli esiliati cubani)
- Firestone/Walgreens Building (tra SW First Street Miami e SW Twelfth Avenue)
- Municipio de Santiago de Cuba in esilio (845 SW 14th Ave)
- Máximo Gómez Park (noto come Domino Park), Calle Ocho
- Plaza de la Cubanidad

### Aree naturali

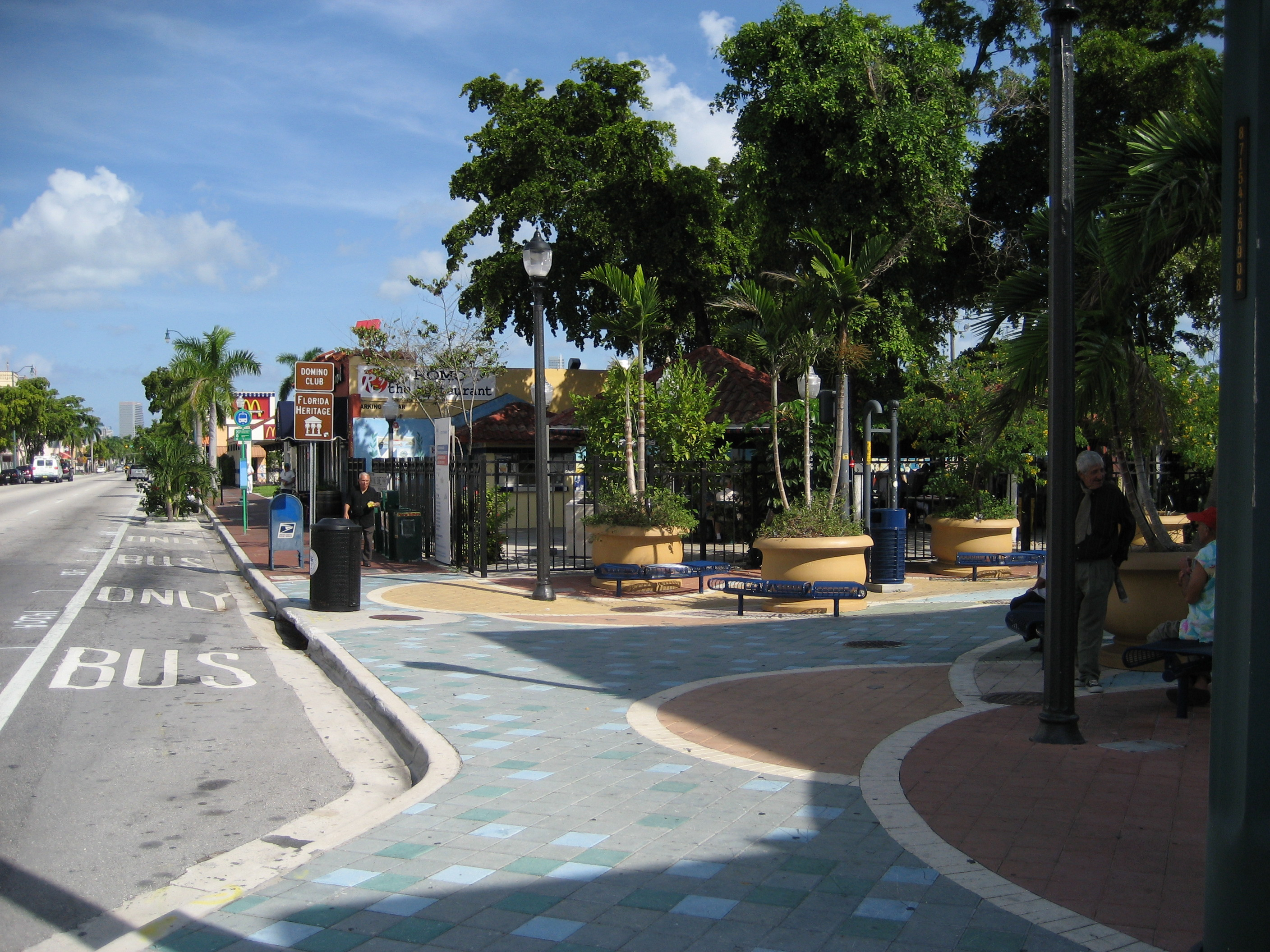
Domino Park

- Sewell Park
- Fern Isle Park
- Henderson Park
- Riverside Park
- Grapeland Heights Park
- José Martí Park

### Zone commerciali
- Calle Ocho (SW 8th Street)

## Società
Nel 2000 Little Havana aveva una popolazione di 49.206 residenti, con una composizione razziale dell'85.08% di ispanici (principalmente da Cuba, ma anche dal Nicaragua ed Honduras), 3.79% di colore (non includendo i latini), 10.14% di bianchi e 0.96% di altre etnie.

## Cultura

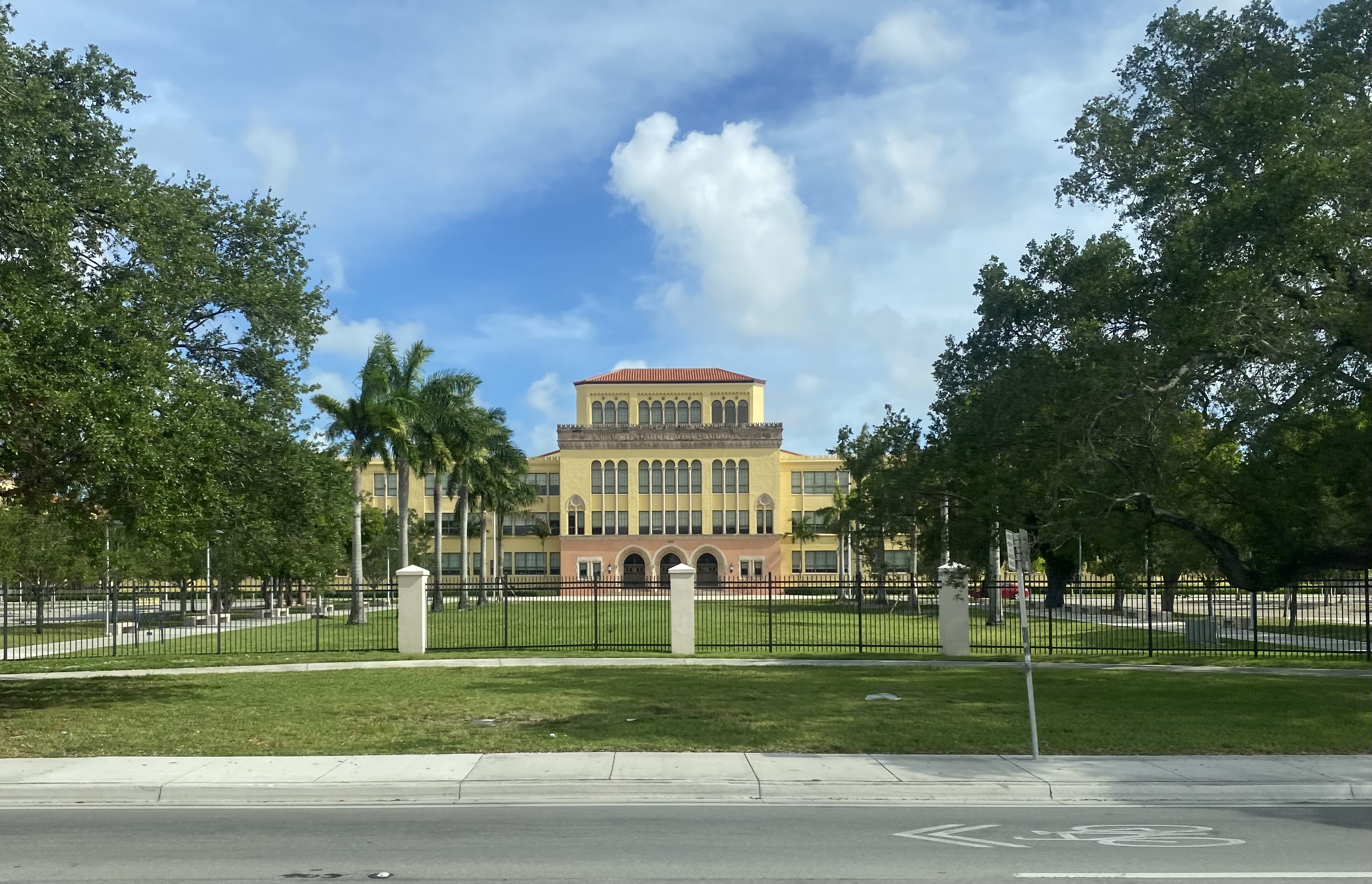
La Miami Senior High School, fondata nel 1903, è stata la prima scuola superiore di Miami

Tra i centri culturali del quartiere si ha L'Alliance Française de Miami, organizzazione per la promozione della cultura e la lingua francese.

### Biblioteche
- Hispanic Library
- West Flagler Library
- Shenandoah Library

### Scuole
A Little Havana si trovano le seguenti scuole:
Scuole elementari
- Citrus Grove Elementary School
- Riverside Elementary School
- Auburndale Elementary School
- Kinloch Park Elementary School
- Shenandoah Elementary School
- Kensington Park Elementary School
- Ada Merritt K-8 School
- Hemdry T. Llanes Elementary A. School

Scuole medie
- Citrus Grove Middle School
- Kinloch Park Middle School
- Shenandoah Middle School

Scuole superiori
- Miami Senior High School, fondata nel in 1903
- Young Women's Preparatory Academy (femminile)
- Mater Academy East Charter High School

College
- Miami Dade College - InterAmerican Campus

### Musei
- Bay of Pigs Museo e biblioteca

Tower Theater al 1508 di Calle Ocho

- Cuban Memorial Boulevard Park (SW 13th Avenue)

### Teatri
- Tower Theatre, 1508 SW 8th St
- Manuel Artime Theatre, 900 SW 1st St
- Miami-Dade County Auditorium, 2091 W Flagler St
- Teatro 8, 2101 SW 8th St
- ArtSpoken Performing Arts Center, 529 SW 12th Ave
- Havanafama, 752 SW 10th Ave
- Teatro Avante, 744 SW 8th St

### Eventi
Three Kings Parade

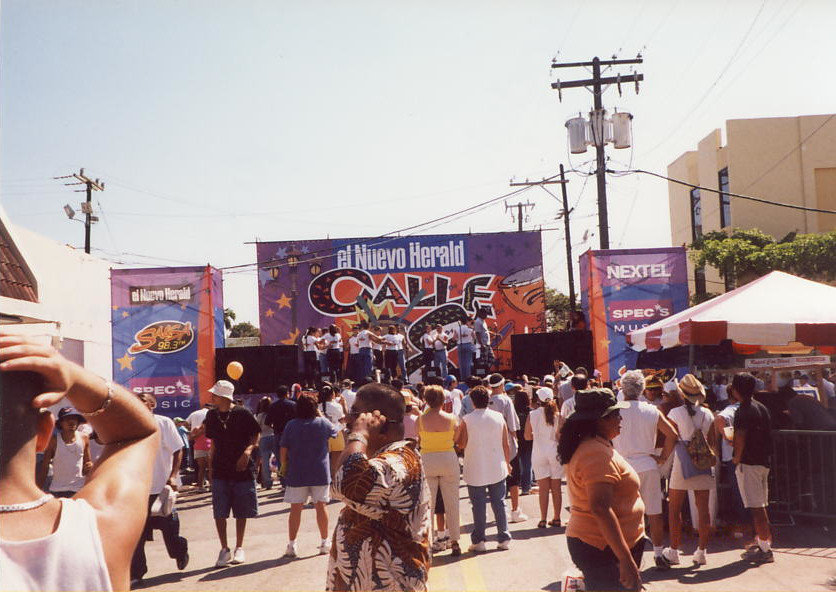
Calle Ocho festival in 2001

La Parada de los Reyes Magos deriva dalla cultura latina ed è legata al dono dei regali ai bambini da parte dei Re Magi.
Viernes Culturales
I Viernes Culturales (Cultural Fridays in lingua inglese) è una fiera artistica e culturale che si tiene ogni ultimo venerdì del mese lungo Calle Ocho (8th St. SW between 14th and 17th Avenues).
Calle Ocho Festival
È un festival annuale lungo Calle Ocho che fa parte delle celebrazioni del carnevale a Miami. Nacque nel 1977, quando le tensioni tra differenti gruppi etnici era molto alta, da un'idea di Willy Bermello di organizzare qualcosa di simile al festival di Philadelphia. Il festival originariamente si chiamava Open House 8 ed era organizzato da Kiwanis. Nel 2010 la Florida riconobbe il Calle Ocho-Open House 8 festival come festival ufficiale dello stato.
Il festival è organizzato tra la 27th Ave e la 4th Ave lungo la Southwest 8th Street. Il 13 marzo 1988 Calle Ocho si è aggiudicata una posizione nel Guinness dei primati con 119.986 persone che hanno formato la fila di conga più lunga al mondo.

## Economia

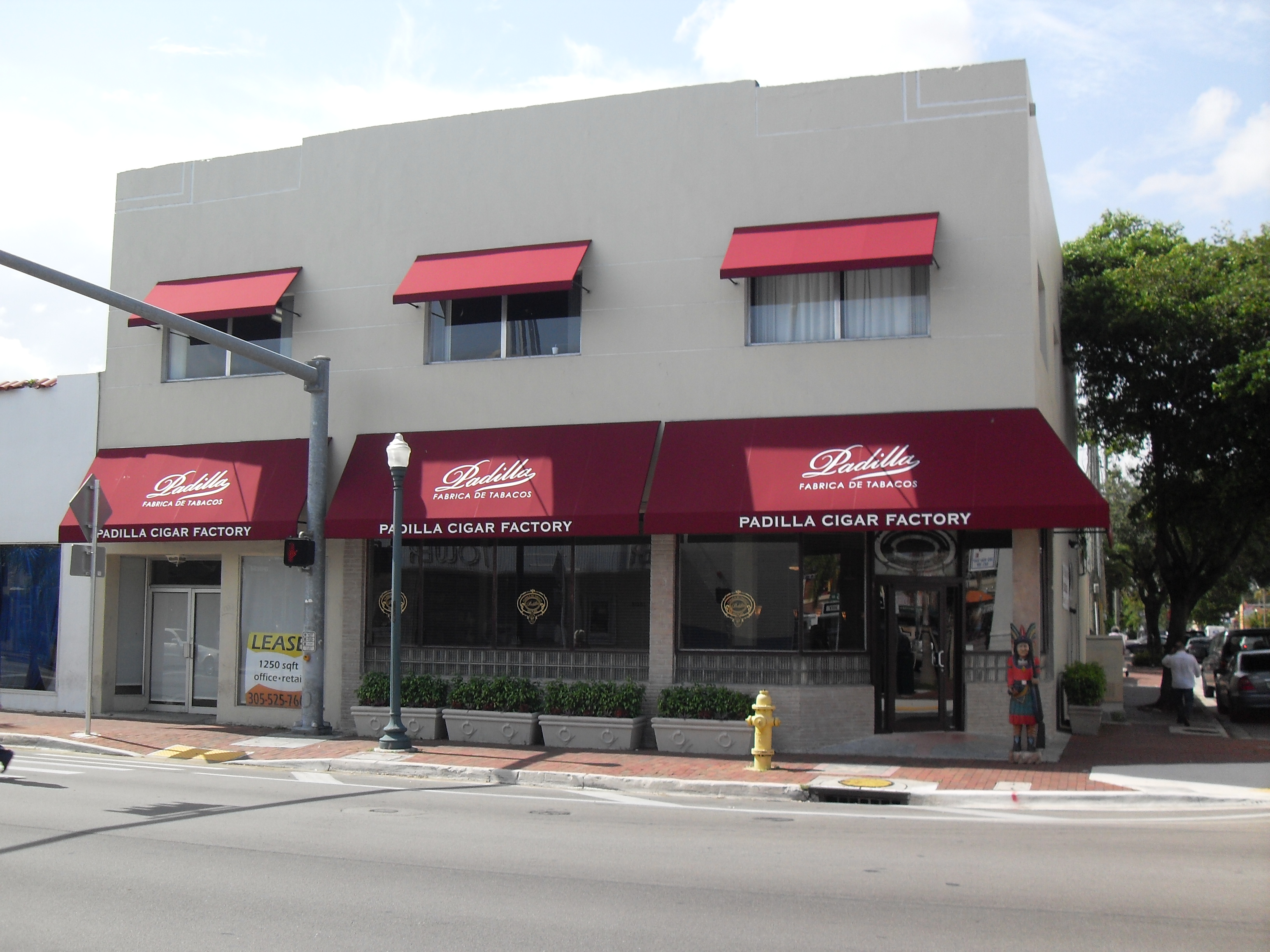
Padilla Cigar Factory, una delle fabbriche di sigari di Calle Ocho

Little Havana è caratterizzata da una vivace vita di strada, con ristoranti e piccole attività familiari.
La Little Havana Merchants Association (LHMA) è un'organizzazione per lo sviluppo delle attività locali. Altre organizzazioni sono la Calle Ocho Chamber of Commerce, Little Havana Changemakers e la Viernes Culturales/Cultural Fridays, Inc.

## Sport
Nel quartiere si trova il Marlins Park, uno stadio di baseball che ospita le partite casalinghe dei Miami Marlins.

## Galleria d'immagini

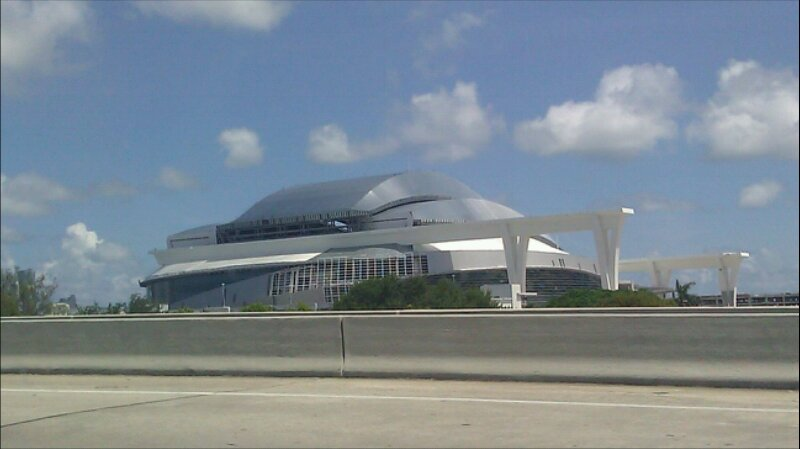
Marlins Park in costruzione.
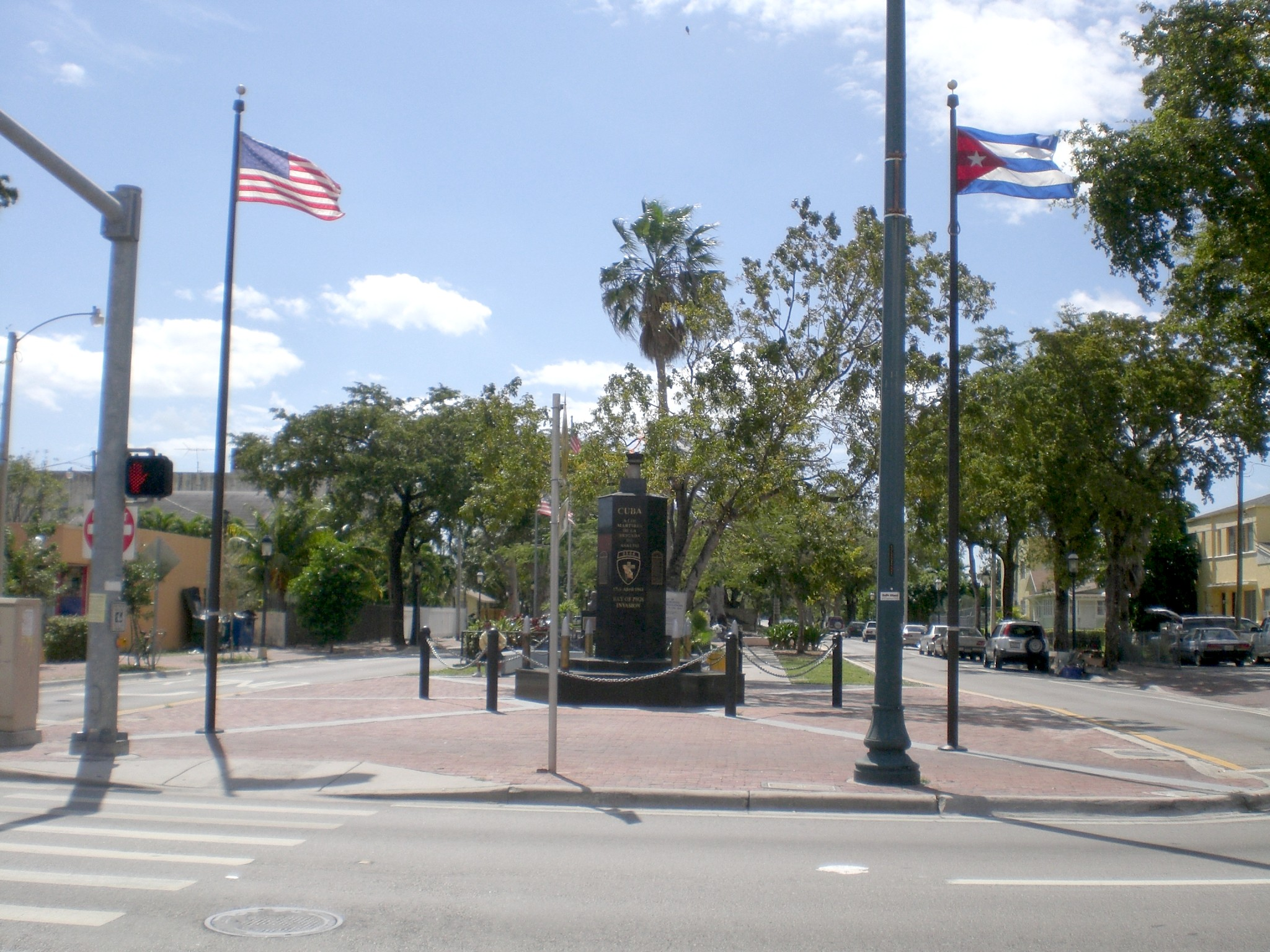
Cuban Memorial Plaza tra SW 13th Avenue e Calle Ocho
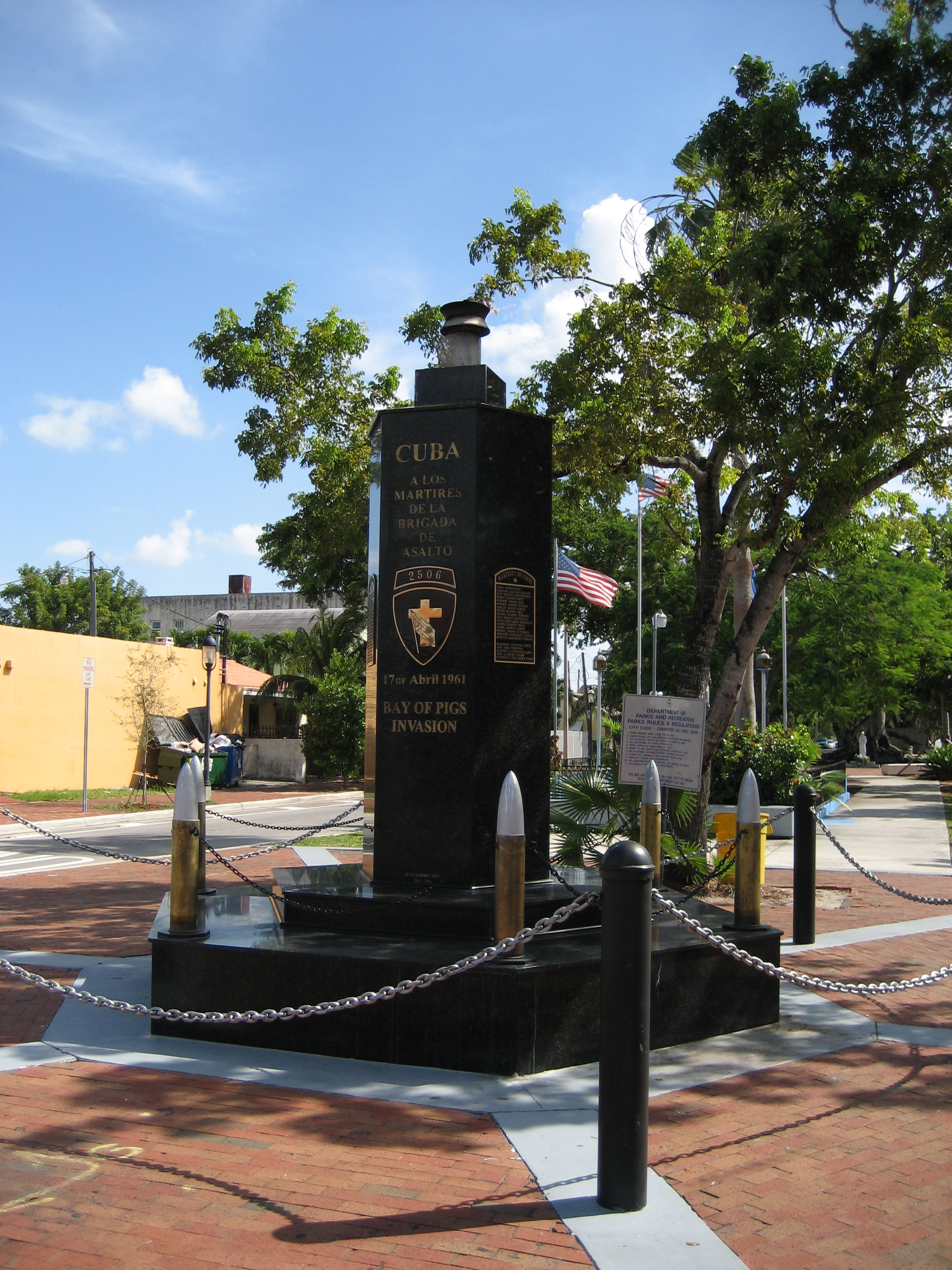
Monumento per la Baia dei Porci
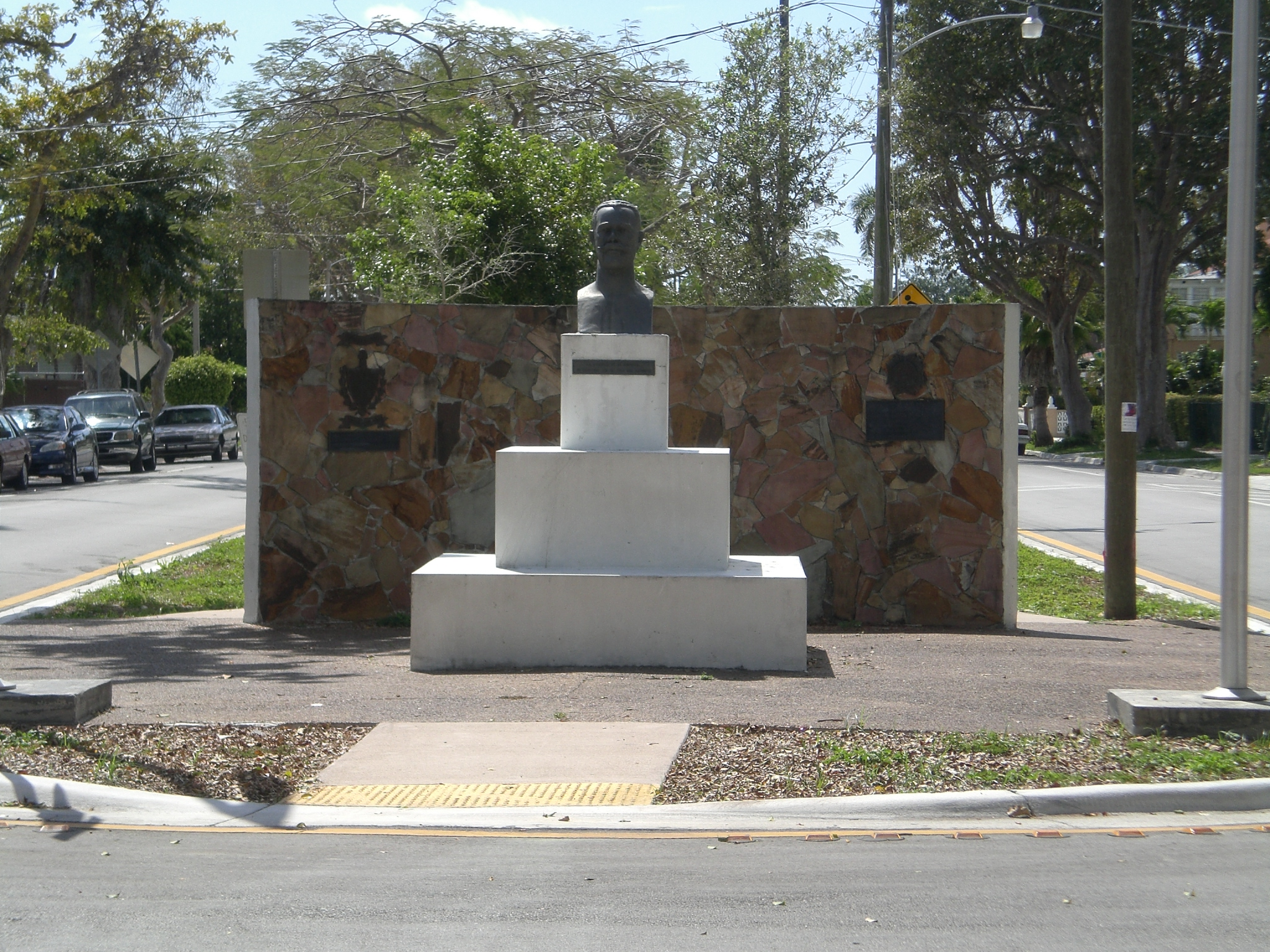
Busto di José Martí
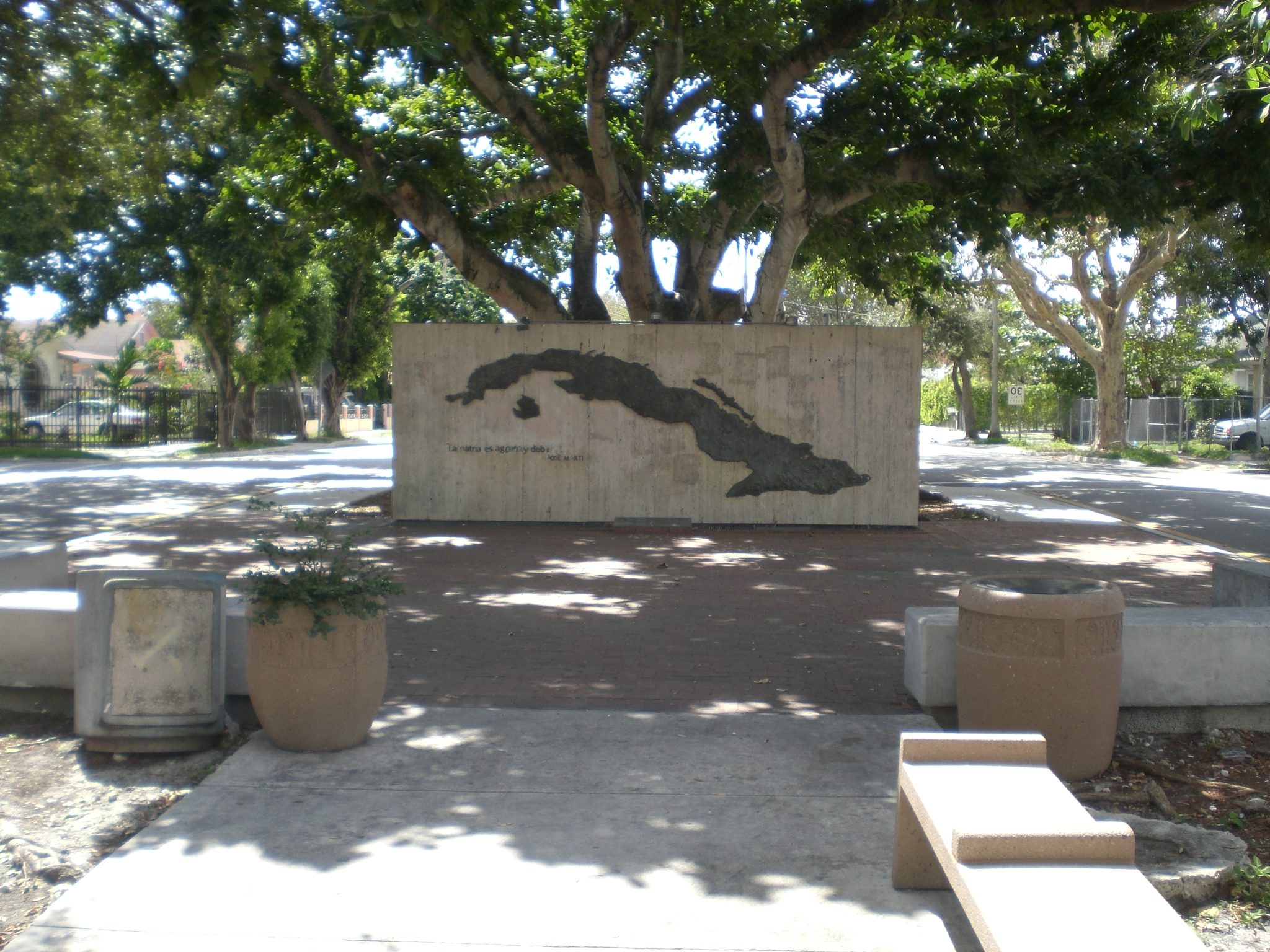
Targa commemorativa di Cuba
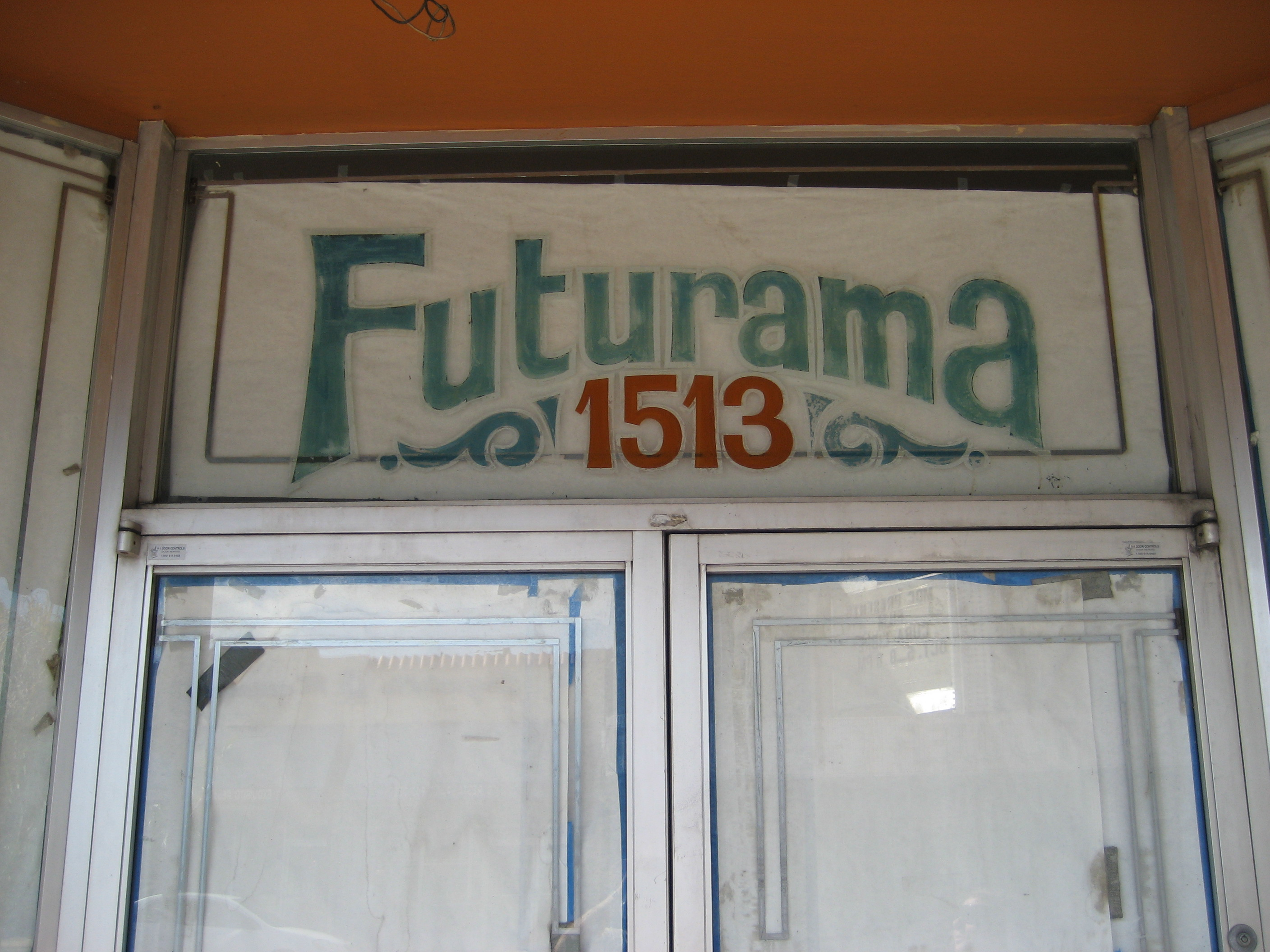
Futurama Furniture al 1513 di Calle Ocho